# Shahanuddin Choudhury
Shahanuddin Choudhury (bengalisch শাহানুদ্দীন চৌধুরী; * 15. Juni 1967) ist ein ehemaliger bangladeschischer Leichtathlet.

## Karriere
Shahanuddin Choudhury trat erstmals bei den Olympischen Sommerspielen 1988 in Seoul an. Er nahm am Wettbewerb im Weitsprung teil und zusammen mit seinen Teamkollegen Mohamed Shah Alam, Mohamed Shah Jalal und Mohamed Hossain Milzer an der Staffel 4 × 100 Meter. 1992 in Barcelona trat er bei den 200-Meter-Läufen an und mit Golam Ambia, Mohamed Mehdi Hasan und Shah Jalal in der Staffel.